# 顺化市号导弹巡洋舰
顺化市号导弹巡洋舰（USS Hué City CG-66），是一艘隶属美国海军的提康德罗加级导弹巡洋舰。该舰于1991年入役，以顺化战役命名，是首艘使用越南战争战役命名的美国舰艇。该舰服役31年后于2022年退役。

## 建造和服役
本舰由英戈尔斯造船厂建造，于1989年2月20日安放龙骨，1990年6月1日下水。1989年10月，由美国海军陆战队退役中将厄尼·奇塔姆夫人命名。厄尼·奇塔姆在越战时为海军陆战队第1師第5团第2营营长，第2营为参与顺化战役三个海军陆战营之一。

## 服役历史
1993年3月11日，顺化市号导弹巡洋舰首次进行部署，担任西奧多·羅斯福號航空母艦战斗群的空战指挥舰，前往地中海开展行动。顺化市号主要在亚得里亚海行动，任务包括将空拍照片传输至指挥中心，监控联合国飞往波斯尼亚的纾困飞机，确保塞尔维亚飞机未越过禁飞区，对前南斯拉夫执行海上禁运等。1993年9月8日结束部署返回。
1994年4月，被任命为第22驱逐舰中队的旗舰，支援联合国对海地的制裁。1995年3月22日，随西奧多·羅斯福號航空母艦戰鬥群进行第二次部署，继续担任空战指挥舰。在红海为执行伊拉克南部禁飞区的战机提供空中掩护。5月随航母战斗群前往亚得里亚海。同年9月返回美国，并在之后转调到甘迺迪號航空母艦战斗群。
1996年3月，在墨西哥湾试射了战斧导弹。5月前往波罗的海参与13国联合军事演习（BALTOPS），7月返回母港。1997年4月，跟随甘迺迪號航空母艦战斗群部署到地中海，担任空战指挥舰，10月返回母港。1999年，再次参与波罗的海军事演习（BALTOPS）。2000年，作为旗舰参与了和南美多国联合的UNITAS演习加勒比阶段。
2002年至2017年间，顺化市号先后7次出动以支援全球反恐战争和持久自由行动。
2014年4月14日，顺化市号在距百慕大群岛约200英里的海上发生火灾，经过一个半小时火势被扑灭，舰艇返回佛罗里达的梅波特海军基地。顺化市号花费了2320万美元进行修理，二号指挥官因此事件被解职。
2017年，顺化市号执行了最后一次部署——支援堅定決心行動。
2022年9月23日，在诺福克海军基地举行退役仪式，出生于順化市社的美国海军少将阮徐訓主持了退役仪式。